# Kloster Rougemont (Schweiz)
Koordinaten: 46° 29′ 14,9″ N, 7° 12′ 22,3″ O; CH1903: 582151 / 148489

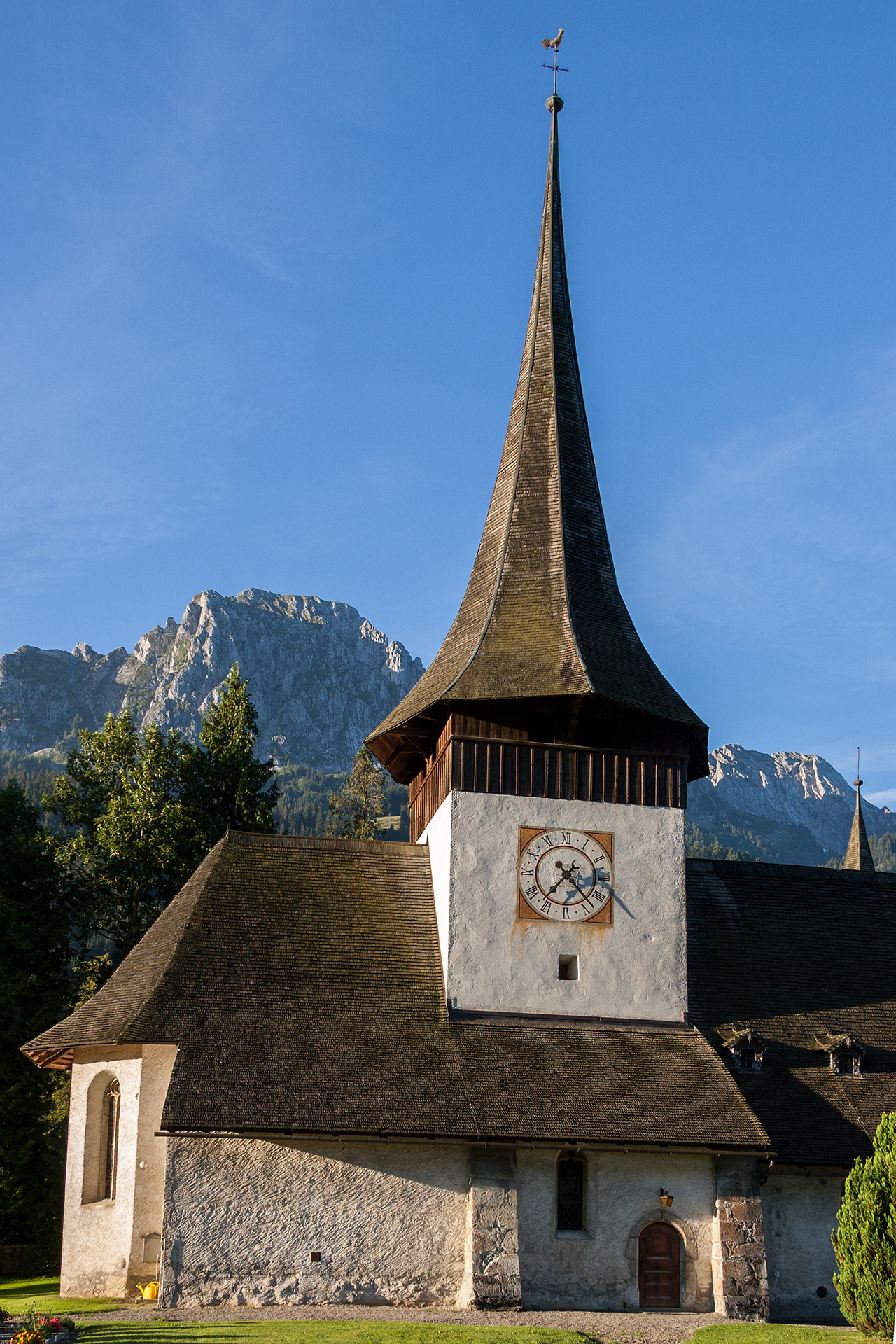
Ehemalige Klosterkirche, Saint-Nicolas

Das Kloster Rougemont ist ein ehemaliges Benediktinerkloster der  Cluniazensischen Reform in Rougemont im Kanton Waadt/Schweiz.

## Geschichte
Das Priorat wurde zwischen 1073 und 1085 gegründet und bestand bis 1555. Es gehörte zur Diözese Lausanne. Zum Kloster gehörten die Kirche Saint-Nicolas und zwei Kapellen sowie das Konventgebäude und einige Nutzbauten. Mit der Einnahme des oberen Greyerzerlandes durch Bern wurde die Reformation eingeführt und damit das Kloster aufgehoben.